# Pazinotus gili
Pazinotus gili is een slakkensoort uit de familie van de Muricidae. De wetenschappelijke naam van de soort is voor het eerst geldig gepubliceerd in 2012 door Costa & Pimenta.